# Beate Heinemann

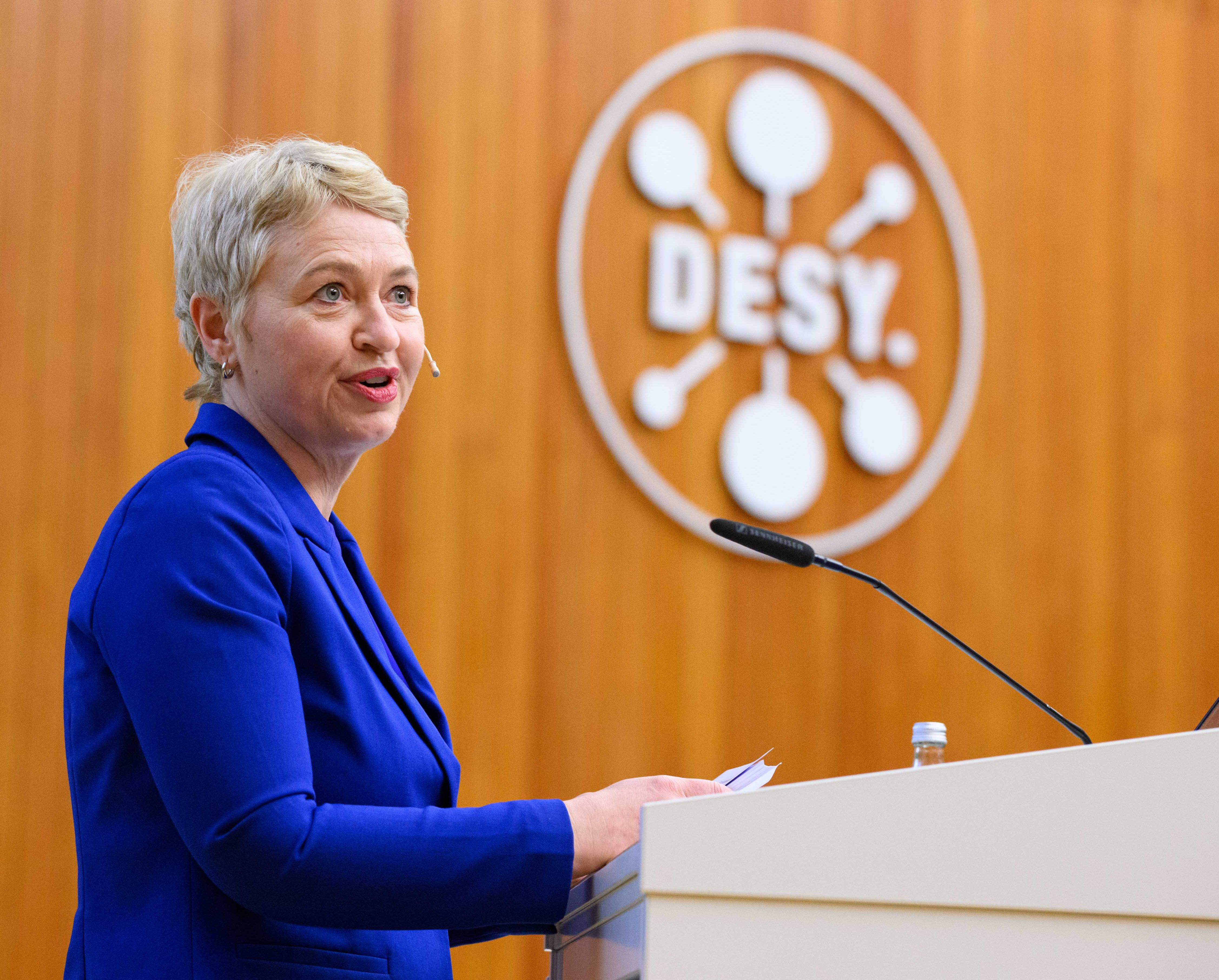
Beate Heinemann (2025)

Beate Heinemann (* 1970 in Hamburg) ist eine deutsche Physikerin. Sie ist Vorsitzende des Direktoriums am Forschungszentrum DESY.

## Leben
Nach ihrem Diplom 1996 hat Beate Heinemann 1999 an der Universität Hamburg mit einer Arbeit zum H1-Experiment am Elektron-Proton-Collider HERA bei DESY promoviert. Anschließend war sie von 1999 bis 2006 an der University of Liverpool angestellt, unter anderem als Fellow der Royal Society, und forschte am CDF-Experiment am Fermilab bei Chicago.
2006 wurde sie zur Professorin für Teilchenphysik an die University of California, Berkeley berufen und wurde gleichzeitig Wissenschaftlerin am Lawrence Berkeley National Laboratory.
Dort lehrte und forschte sie bis zu ihrer Rückkehr nach Deutschland 2016.
Im August 2016 trat sie eine Stelle als Leitende Wissenschaftlerin der ATLAS-Gruppe bei DESY an und wurde als Professorin an die Universität Freiburg berufen. Vom 1. Februar 2022 bis 31. März 2025 war Heinemann Direktorin des Forschungsbereiches Hochenergiephysik bei DESY. Damit war sie die erste Frau im Direktorium seit DESYs Gründung im Jahr 1959. Seit 2023 ist sie ordentliche Professorin an der Universität Hamburg.
Am 1. April 2025 übernahm sie den Vorsitz des DESY-Direktoriums von Helmut Dosch und ist damit die erste Frau an der Spitze des Forschungszentrums.

## Forschung
Beate Heinemann ist Autorin von über 1300 Artikeln in wissenschaftlichen Fachzeitschriften.
Sie erforscht fundamentale Teilchen und die Rolle, die sie bei der Entwicklung des Universums gespielt haben. Ihre Arbeit konzentriert sich auf Messungen zur Untersuchung der schwachen Wechselwirkung und auf die Suche nach dunkler Materie am Large Hadron Collider (LHC)  am CERN.
Nach ihrer Doktorarbeit am H1-Experiment bei DESY wurde sie 2001 Teil der CDF-Kollaboration am  Fermilab. 2007 wechselte sie zum ATLAS-Experiment am LHC, wo sie von 2013 bis 2017 stellvertretende Sprecherin für ATLAS war.
Im Jahr 2018 schlug sie bei DESY und dem European XFEL das LUXE-Experiment vor, das die Quantenelektrodynamik im Bereich starker Felder untersuchen soll, und leitete die Forschungskollaboration von etwa 100 Personen bis 2023.
Heinemann ist bzw. war Mitglied zahlreicher Ausschüsse, darunter der Physics Preparatory Group of the European Particle Strategy Update 2020, des Particle Physics Project Prioritization Panel in den USA (2024) und des International Committee for Future Accelerators. Darüber hinaus engagiert sie sich stark in der Wissensvermittlung für Studierende und die breite Öffentlichkeit. Insbesondere setzt sie sich dafür ein, das wissenschaftliche Erbe von Forscherinnen wie Lise Meitner oder Vera Rubin bekannt zu machen. Interviews mit Heinemann wurden unter anderem in Medien wie der New York Times, der Zeit und dem Spiegel veröffentlicht.

## Auszeichnungen
Heinemann wurde 2009 zum Fellow der American Physical Society ernannt. 2024 erhielt sie für ihre Pionierrolle bei der Planung von Teilchenbeschleunigern und bei der Suche nach neuen Phänomenen die Würde einer Ehrendoktorin der Universität Zürich. Seit Februar 2024 ist sie Fellow-Ambassador am CNRS. Ebenfalls 2024 wurde sie zum Mitglied der Akademie der Wissenschaften in Hamburg gewählt.